# Sara R. Farris
Sara R. Farris es una socióloga y profesora universitaria de la Goldsmiths, Universidad de Londres. Es conocida por acuñar el término feminacionalismo, es decir, el uso de conceptos feministas para apoyar ideologías racistas, xenofóbicas o aporófobas. Farris es codirectora del programa de doctorado en el Departamento de Sociología del college Goldsmiths y es la Presidenta del Comité antirracista del este departamento.

## Obras

### Libros
- Farris, Sara R. (2021). En nombre de los derechos de las mujeres. El auge del feminacionalismo. Editorial Traficantes de Sueños. ISBN 9788412339857.[7]
- Farris, Sara R. (2013). Max Weber's Theory of Personality: Individuation, Politics and Orientalism in the Sociology of Religion. Leiden: Brill.ISBN 9789004254091.[8]

### Artículos académicos
- Farris, Sara R. (20 de noviembre de 2012). Femonationalism and the "Regular" Army of Labor Called Migrant Women. History of the Present. 2 (2): 184–199.[3]
- Farris, Sara R & Marchetti, Sabrina. (1 de junio de 2017). From the Commodification to the Corporatization of Care: European Perspectives and Debates. Social Politics. 24 (2): 109–131. Oxford University Press.[9]
- Farris, Sara R. (February 2015). Migrants' Regular Army of Labour: Gender Dimensions of the Impact of the Global Economic Crisis on Migrant Labor in Western Europe. The Sociological Review. 63 (1): 121–143.[10]